# Meindert Wijnholt
Meindert Rutgert Wijnholt (Assen, 16 augustus 1929 - Den Haag, 25 maart 2019) was een Nederlands jurist. Hij was enige jaren raadsheer in de Hoge Raad der Nederlanden maar kreeg vooral bekendheid als president van de Rechtbank Den Haag.
Wijnholt, zoon van een docent aan de Mulo, volgde het gymnasium in zijn geboorteplaats Assen en studeerde vervolgens rechtsgeleerdheid aan de Rijksuniversiteit Groningen van 1948 tot 1954. Na zijn studie werd hij advocaat aldaar. Na werkzaam te zijn geweest bij het kabinet van de burgemeester van Den Haag en het Openbaar Ministerie van Suriname begon hij in 1960 aan de RAIO-opleiding, die hij in 1965 afrondde; onderwijl werkte hij aan zijn proefschrift Strafrecht in Suriname, waar hij op 17 december 1965 op promoveerde. Na zijn promotie werd hij rechter bij de Rechtbank Amsterdam, een jaar later bij het Hof van Justitie van de Nederlandse Antillen. Na drie jaar keerde hij weer terug naar Amsterdam om rechter te worden; in 1975 werd hij vicepresident van de rechtbank aldaar.
Op 24 november 1976 werd Wijnholt aanbevolen voor benoeming tot raadsheer in de Hoge Raad, ter vervulling van een vacature die was ontstaan door de benoeming van Carel Henrik Telders tot vicepresident na het overlijden van Jacob Peters. In 1980 bood hij echter weer zijn ontslag aan als raadsheer in verband met zijn benoeming tot president van de Rechtbank Den Haag per 1 januari 1981 — een ongebruikelijke stap "terug", maar een die hem goed lag: het werk bij de rechtbank, dichter bij de samenleving, lag hem beter. Als president van de rechtbank — waar in Den Haag procedures tegen de Staat der Nederlanden doorgaans gevoerd worden — was hij rechter in veel kort gedingen tegen de Staat, waaronder het proces tegen de Harmonisatiewet waarin hij oordeelde dat die wet in strijd was met het Statuut voor het Koninkrijk der Nederlanden (de Hoge Raad vernietigde zijn vonnis in het Harmonisatiewet-arrest). Deze en andere boude vonnissen kwamen hem ook op kritiek te staan: staatsrechtsgeleerde F.H. van der Burg noemde het "een zomerzotheid van een prima donna." Wijnholt stond ook bekend om zijn voor rechters relatief begrijpelijke taalgebruik: hij hield er zeker als president van de rechtbank rekening mee dat zijn vonnissen veel gelezen gingen worden. Wijnholt was ook een uitgesproken voorstander van constitutionele toetsing door de rechter: hij vond dat de Tweede en Eerste Kamer hun werk vaak niet goed deden en hun oren te veel lieten hangen naar hun politieke opvattingen.
Na negen jaar president van de Haagse rechtbank te zijn geweest werd Wijnholt in 1990 benoemd tot president van het Hof van Justitie van de Nederlandse Antillen en Aruba, waar hij eerder al een paar jaar rechter werd geweest. De zittende president, mr. Jaime Saleh, was benoemd tot gouverneur van de Nederlandse Antillen en er was geen "plaatselijke" rechter beschikbaar om het presidentschap over te nemen; Wijnholt zelf vond het eigenlijk "onvoorstelbaar" dat hij als Nederlander die functie kreeg, maar stemde toe wegens het gebrek aan een opvolger. Hij bleef president tot zijn pensioen in 1993. Ook na zijn pensionering bleef hij commentaar geven op de (juridische) actualiteit, zoals op de opkomst van terrorisme — hij meende dat terrorisme minder ernstig was dan decadentie. Wijnholt overleed in 2019 op 89-jarige leeftijd.